# Patrice Feussi
Patrice Feussi (Bafoussam, 3 ottobre 1986) è un ex calciatore camerunese, di ruolo difensore.

## Carriera
Formatosi nel Genoa, esordisce in prima squadra nella Serie B 2002-2003. Il club rossoblu terminò la stagione al terz'ultimo posto in classifica ma evitò la retrocessione in terza serie a seguito del cosiddetto "caso Catania". La stagione seguente non scese mai in campo nel corso del campionato, disputando però due incontri nella fase a gironi della Coppa Italia 2003-2004.
Nella stagione 2004-2005 Feussi passa alla Salernitana, con cui non gioca alcun incontro ufficiale e retrocede in terza serie.
Nella stagione 2005-2006 torna a giocare nel Genoa, appena retrocesso in terza serie a seguito del "caso Genoa". Lascerà il club genovese nell'ottobre 2005 per trasferirsi al Perugia, sempre in terza serie, con cui conclude la stagione al sesto posto del girone B.
La stagione seguente passa al Pisa, sempre in terza serie, che lo presterà dal gennaio 2007 al Pizzighettone, con cui retrocederà in quarta serie.
Nella stagione 2007-2008 ritorna al Pisa, con cui giocherà due anni consecutivi in cadetteria, retrocedendo in terza serie al termine della Serie B 2008-2009.
Nella stagione 2009-2010 viene ingaggiato dal Sorrento, militante in terza serie, che lo cederà dal febbraio 2010 agli svizzeri del Lugano. Con i bianconeri giunge secondo nella Challenge League 2009-2010, perdendo lo spareggio promozione nella massima serie elvetica contro il Bellinzona. La stagione seguente è chiusa invece al terzo posto. In Svizzera milita anche nel Team Ticino.
Nel settembre 2012 viene ingaggiato dai rumeni dello UTA Arad, con cui ottiene il quarto posto della serie 2 della Liga II 2012-2013. Lasciato il club al termine della stagione, viene reingaggiato dal febbraio 2014, retrocedendo in terza serie al termine della Liga II 2013-2014.
Nella stagione 2014-2015 viene ingaggiato dal Târgu Mureș, neopromosso nella massima serie romena. Con il club transilvano ottiene il secondo posto finale, a tre punti dai campioni dello Steaua Bucarest.
Nel 2015 viene ingaggiato dalla Dinamo Bucarest, per poi passare nel gennaio 2016 al Concordia Chiajna, da cui si svincola nel settembre dell'anno seguente.